# Federación (Argentina)

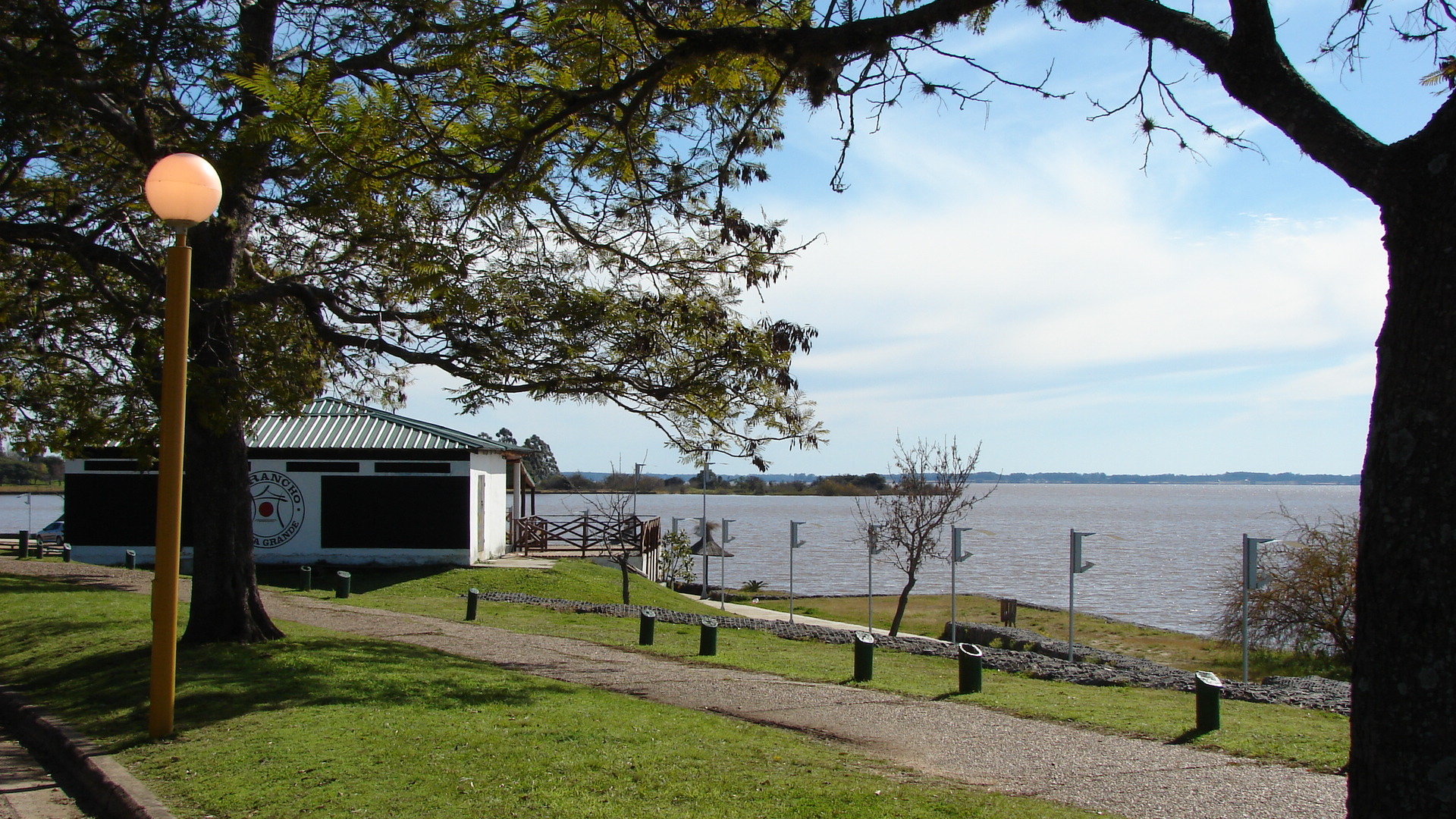
Vista costera

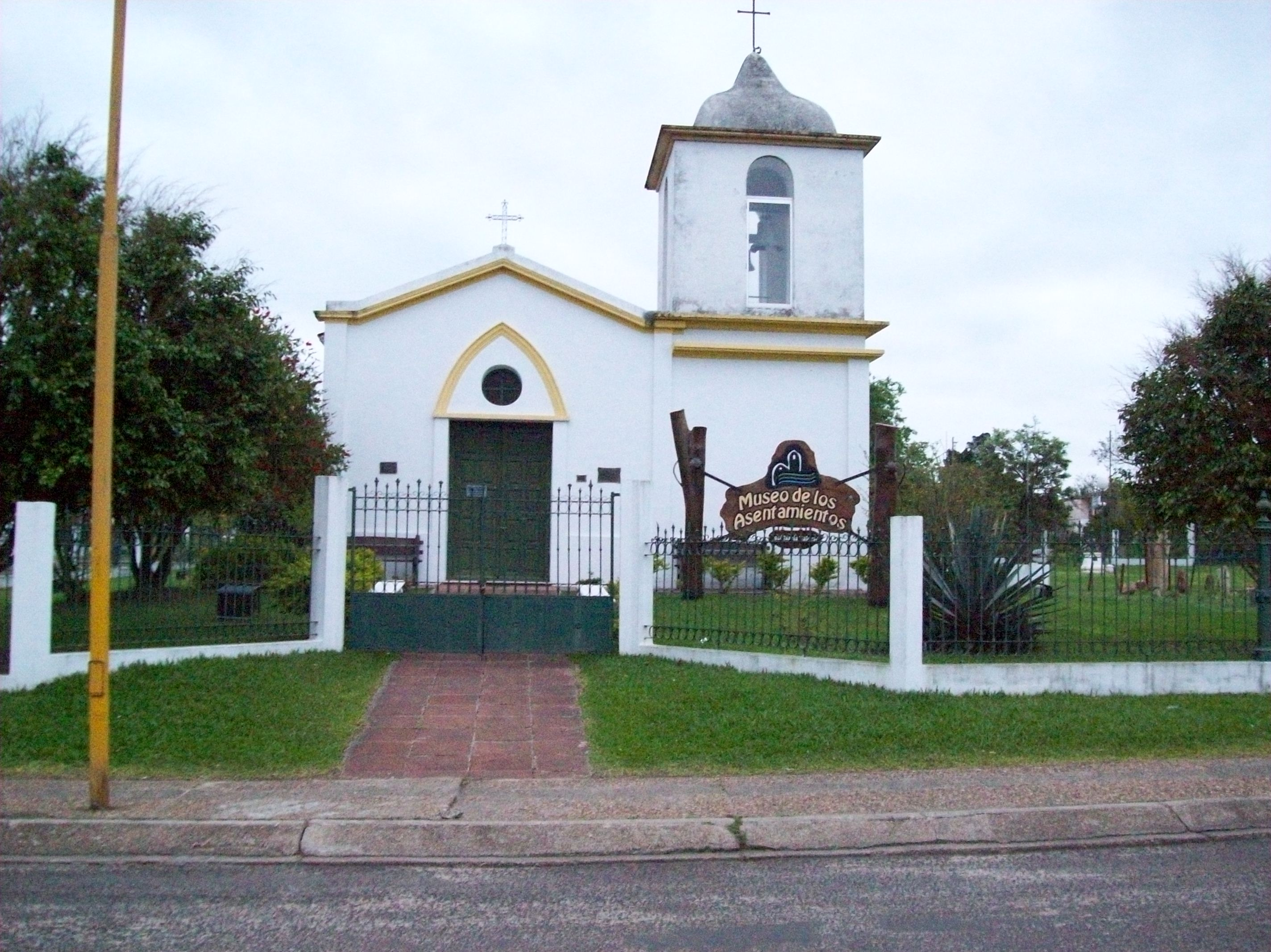
Museo de los asentamientos.

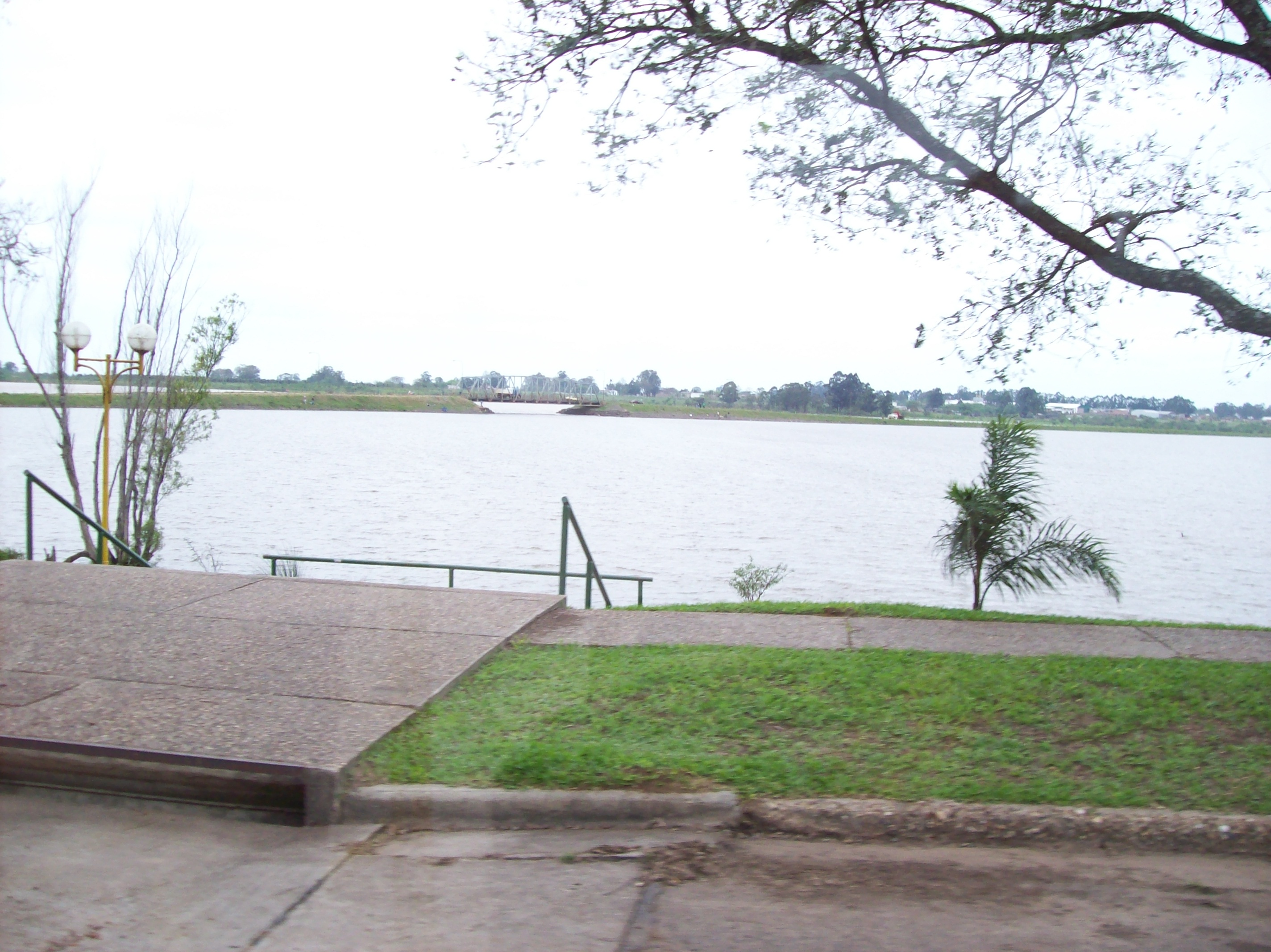
Ribera del embalse de Salto Grande.

Federación es el municipio y cabecera del departamento Federación en la provincia de Entre Ríos, Argentina. El municipio comprende la localidad del mismo nombre, donde se encuentra el parque termal de Federación, y un área rural. Se ubica en la margen derecha del embalse formado por la represa de Salto Grande en el río Uruguay.
Además del turismo, muy particularmente el vinculado al complejo termal, la economía local se basa en los cultivos de cítricos y la industria de la madera (la ciudad tiene 22 aserraderos). Por otro lado, la producción apícola es también una rama importante de Federación, ya que el departamento cuenta con 135861 colmenas repartidas por 961 apiarios, la mayor cantidad a nivel nacional.

## Historia
El origen de la ciudad fue la estancia de Mandisoví. En 1776 Juan de San Martín, padre del general José de San Martín y teniente de gobernador del departamento o partido de Yapeyú en la gobernación de las Misiones Guaraníes, recorrió los territorios pertenecientes al pueblo de Yapeyú y luego mandó fundar algunas estancias. El 15 de abril de 1777 Gregorio de Soto, administrador de Yapeyú, escribió a Juan Ángel de Lazcano, administrador general de Misiones:

(...) me hallo en la ocasión con la misiócon de fundar una Estancia por cuenta del Pueblo en un paraje llamado Mandisoví.

Soto creó la estancia ganadera comunitaria (o tupambaé) de Nuestra Señora de la Concepción del Mandisoví. Su ubicación estaba entre el arroyo Mandisoví Grande, el arroyo Gualeguaycito y el río Uruguay. 
De paso en su expedición al Paraguay, desde Curuzú Cuatiá el general Manuel Belgrano en agradecimiento a:

Por cuanto los vecinos del pueblo de Mandisovi me han acreditado su amor á la patria y la justa causa de nuestro augusto rey, que defendemos, don Fernando VII, franqueándome todos los auxilios que han estado á sus alcances para el ejército de mi mando.

A pedido de sus habitantes por intermedio de José Alberto Calcena y Echeverría, Belgrano dictó un decreto el 16 de noviembre de 1810 organizando el pueblo de guaraníes de Mandisoví. El pueblo se encontraba más hacia el oeste del actual emplazamiento de la ciudad. 
A causa de la despoblación debida a las guerras, el gobernador Justo José de Urquiza decidió el traslado del pueblo. El 20 de marzo de 1847 el comandante interino del 4° departamento subalterno del 2° principal con sede en Concordia, coronel Manuel Antonio Urdinarrain, terminó de delinear el nuevo pueblo de Mandisoví junto al oficial topógrafo Teodoro Joaquín Egaña. Urdinarrain instruyó al receptor y comandante interino de Mandisoví Domingo Acevedo que procediera al traslado de la población y el 22 de marzo redactó su informe a Urquiza: 

Mi querido Gral. y Amigo: antes de ayer regresé después de haber dejado delineado el nuevo Pueblo de Mandisoví...

El 17 de abril de 1847 Urquiza escribió al delegado eclesiástico Francisco Dionicio Álvarez pidiéndole que propusiera un nombre para el pueblo:

He hecho trasladar la Población del antiguo Pueblo de Mandisoví hasta la Costa del Uruguay en un paraje muy lindo donde se está formando un nuevo pueblo que tiene por Patrona la Pura y Limpia Concepción. Esta misma Patrona es la de la Ciudad del Uruguay.
 Quiero pues que Ud. me diga el nombre que se le ha de poner al nuevo Pueblo que no dudo prosperará mucho, por su excelente localidad, pues el antiguo Mandisoví nunca sería un pueblo floreciente; ya no existían en él, sino que fragmentos de casas.

El traslado concluyó el 31 de mayo de 1847, decidiendose denominar al nuevo poblado como Pueblo de la Federación. Su nombre hace referencia al sistema de gobierno y denominación del partido gobernante en esa época que respondía al gobernador de Buenos Aires, Juan Manuel de Rosas, cuya divisa era «Federación o Muerte».
Debido a los rápidos en el río Uruguay que se encontraban al sur de la ciudad, llamados Salto Grande, la vía hídrica no era navegable, por los que las maderas que se traían del norte se desembarcaban en el puerto de esta ciudad para ser transportadas en ferrocarril hacia Buenos Aires y otros destinos.
A fines de la década de 1970 el 82% de la población de la ciudad tuvo que ser trasladada unos pocos kilómetros hacia el noroeste al ser anegados sus terrenos por la construcción de la represa de Salto Grande y se construyó su actual emplazamiento (inaugurado el 25 de marzo de 1979 y conocido como Nueva Federación). Antes del llenado del embalse, se demolió el viejo pueblo, quedando solamente algunos barrios periféricos que se encontraban en una zona más alta (que hoy son conocidos como Vieja Federación). El 1 de abril de 1979 se inició el llenado del embalse que sumergió el viejo emplazamiento.
En la actualidad es una ciudad con crecimiento gracias a su principal fuente de ingreso que es el turismo, como también la actividad maderera y citrícola. El Museo de los Asentamientos funciona en la réplica de la antigua capilla, además cuenta con una moderna iglesia y el convento de las Hermanas Azules. El puerto actual se utiliza con fines deportivos.

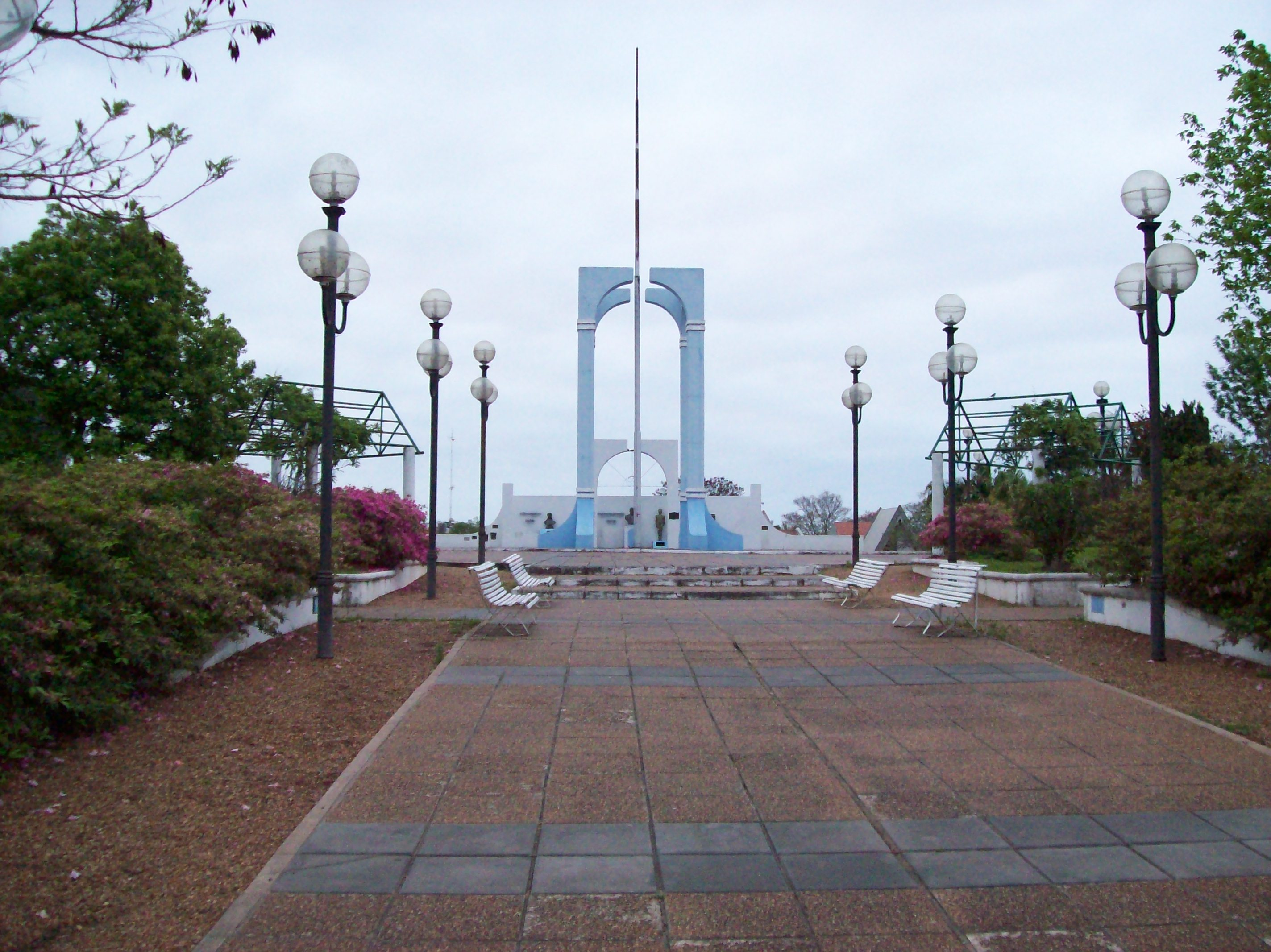
Plaza Libertad.

## Municipio
El municipio de Federación fue creado por la ley promulgada el 28 de mayo de 1872 y la primera municipalidad fue instalada el 1 de enero de 1873
El 1 de enero de 1904 fue transformado en comisión municipal de acuerdo a la reforma constitucional provincial de 1903. Luego de la ley n.º 3001 en 1935 paó a ser un municipio de 1ª categoría. El 1 de abril de 1979 comenzó el llenado del embalse de Salto Grande que inundó parte del ejido.
Mediante la ley n.º 8394 sancionada el 22 de agosto de 1990 y promulgada el 14 de septiembre de ese año, fueron fijados los límites jurisdiccionales del ejido del municipio de Federación.

## Turismo

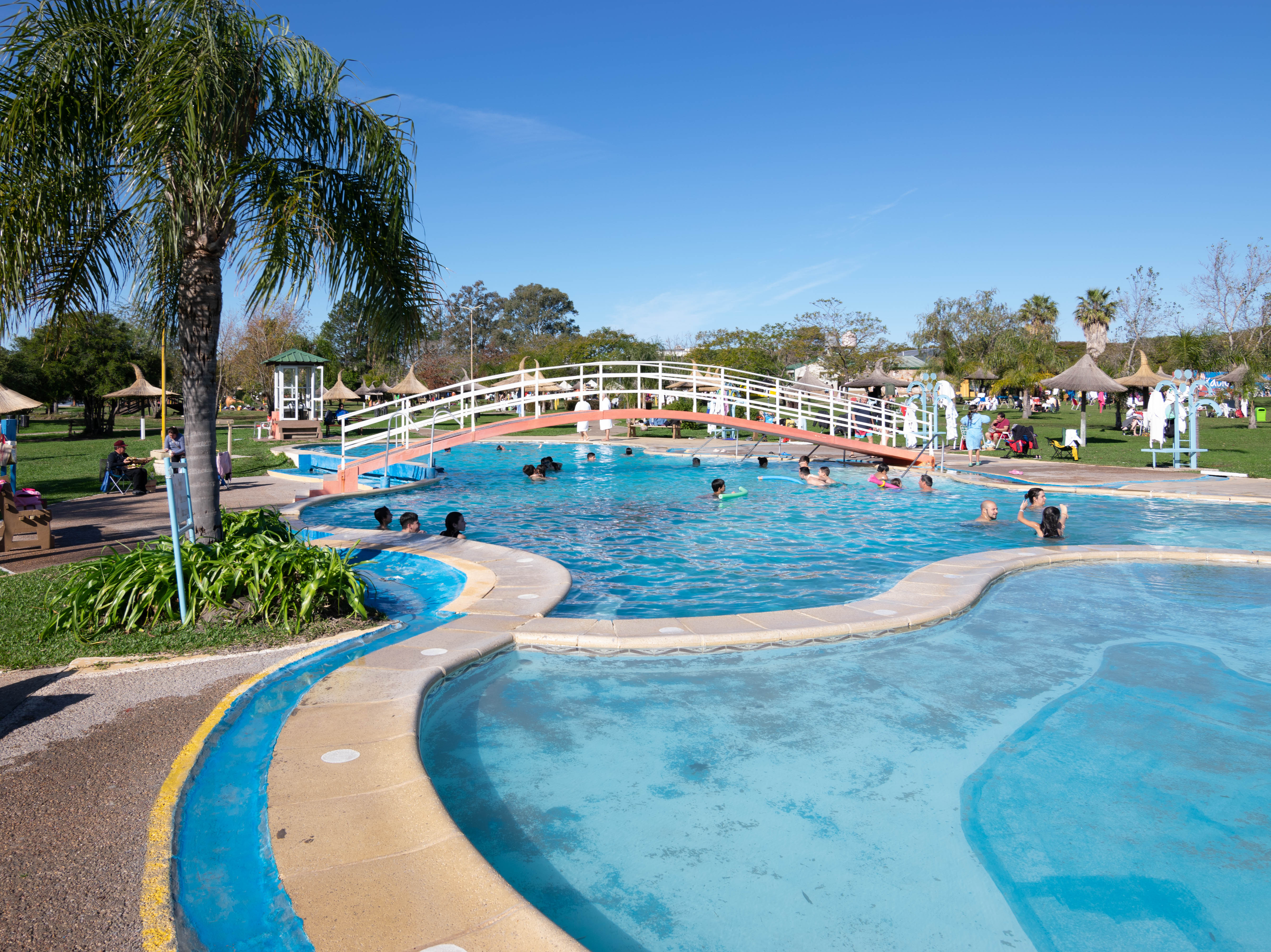
Pileta termal.

El complejo termal de la ciudad, uno de los más visitados por turistas de Argentina, es una fuente importante de ingresos para la localidad.
 Este complejo incluye un parque acuático, y se pueden realizar salidas en kayaks, cabalgatas, ferias artesanales, actividades litúrgicas, city tours, museos y avistajes de flora y fauna en la reserva forestal Chaviyú.
Las aguas termales surgen desde 1268 metros de profundidad, con un caudal de 450 m³/h y una presión a pozo cerrado de 5,8 kg/cm². Presenta una temperatura de surgencia que se mantiene en forma constante a 42 °C, clasificándolas como aguas hipertermales. El pH presenta un valor en pozo de 7,8 a 8,2, clasificadas como clorudadas, bicarbonatadas, sódicas, débilmente alcalinas, de baja mineralización y por la presencia de radón 222 ligeramente radónicas.
Tanto en los arroyos como en el embalse de Salto Grande pueden pescarse diversas especies, entre ellas: amarillo, armado chancho, dorado, surubí pintado, entre otros.

## Clima
En época estival, la temperatura media está entre los 22 °C y los 26 °C, mientras que en el invierno se ubica entre los 12 °C y 15 °C. La humedad media es de 73% y las lluvias alcanzan los 1300 mm anuales.

## Parroquias de la Iglesia católica en Federación
| Diócesis   | Concordia             |
| ---------- | --------------------- |
| Parroquias | Inmaculada Concepción |